# Censo de los Estados Unidos de 1810
El censo de Estados Unidos de 1810 fue el tercer censo realizado en Estados Unidos. Se llevó a cabo el 6 de agosto de 1810 y dio como resultado una población de 7 239 881 personas, de las cuales 1 191 362 eran esclavos.

## Realización
El trabajo de realizar el censo fue asignado por el Congreso de los Estados Unidos al Cuerpo de Alguaciles de Estados Unidos, con excepción de los territorios de Illinois, Indiana, Luisiana, Míchigan, Misisipi y Orleans, donde fueron los respectivos secretarios territoriales los encargados del recuento. El censo fue realizado por casa en lugar de ser por ciudadano. En cada casa se realizaron las siguientes preguntas, las mismas que se hicieron en el censo de 1800:
1. Nombre del jefe de familia
2. Cantidad de varones blancos menores de 10 años
3. Cantidad de varones blancos de 10 a 16 años
4. Cantidad de varones blancos de 16 a 26 años
5. Cantidad de varones blancos de 26 a 45 años
6. Cantidad de varones blancos mayores de 45 años
7. Cantidad de mujeres blancas menores de 10 años
8. Cantidad de mujeres blancas de 10 a 16 años
9. Cantidad de mujeres blancas de 16 a 26 años
10. Cantidad de mujeres blancas de 26 a 45 años
11. Cantidad de mujeres blancas mayores de 45 años
12. Cantidad de personas libres no blancas
13. Cantidad de esclavos

A diferencia de los censos anteriores, en este no se contabilizó al Distrito de Maine como un territorio distinto del estado de Massachusetts. En este censo también se reunieron datos sobre las actividades económicas, pero debido a que no se proporcionó un formulario estandarizado sobre los datos a recolectar, resultó imposible hacer uso de la información recopilada.

## Preservación de los datos
Los archivos originales de Georgia, Misisipi, Nueva Jersey, Ohio y el Distrito de Columbia están perdidos. En el caso de Tennessee solo se conservan los datos de los condados de Grainger y Rutherford.

## Resultados
| Posición | Estado o territorio    | Población |
| -------- | ---------------------- | --------- |
| 1        | Virginia               | 983 152   |
| 2        | Nueva York             | 959 049   |
| 3        | Pensilvania            | 810 091   |
| 4        | Massachusetts          | 700 745   |
| 5        | Carolina del Norte     | 556 526   |
| 6        | Carolina del Sur       | 415 115   |
| 7        | Kentucky               | 406 511   |
| 8        | Maryland               | 380 546   |
| 9        | Connecticut            | 262 042   |
| 10       | Tennessee              | 261 727   |
| 11       | Georgia                | 251 407   |
| 12       | Nueva Jersey           | 245 555   |
| 13       | Ohio                   | 230 760   |
| 14       | Vermont                | 217 713   |
| 15       | Nueva Hampshire        | 214 360   |
| 16       | Rhode Island           | 76 931    |
| 17       | Territorio de Orleans  | 76 556    |
| 18       | Delaware               | 72 674    |
| 19       | Territorio de Misisipi | 40 352    |
| 20       | Territorio de Indiana  | 24 520    |
| 21       | Territorio de Luisiana | 20 845    |
| 22       | Distrito de Columbia   | 15 471    |
| 23       | Territorio de Illinois | 12 282    |
| 24       | Territorio de Míchigan | 4 762     |
| Total    | Total                  | 7 239 881 |

1. ↑  Incluye al Distrito de Maine.
2. ↑  Corresponde al actual estado de Luisiana.
3. ↑  Corresponde al territorio comprado por Estados Unidos a Francia en 1803, pero no incluye al Estado de Luisiana, que pertenecía al Territorio de Orleans.

## Ciudades más pobladas
| Posición | Ciudad             | Estado                | Población |
| -------- | ------------------ | --------------------- | --------- |
| 1        | Nueva York         | Nueva York            | 96 373    |
| 2        | Filadelfia         | Pensilvania           | 53 722    |
| 3        | Baltimore          | Maryland              | 46 555    |
| 4        | Boston             | Massachusetts         | 33 787    |
| 5        | Charleston         | Carolina del Sur      | 24 711    |
| 6        | Northern Liberties | Pensilvania           | 19 874    |
| 7        | Nueva Orleans      | Territorio de Orleans | 17 242    |
| 8        | Southwark          | Pensilvania           | 13 707    |
| 9        | Salem              | Massachusetts         | 12 613    |
| 10       | Albany             | Nueva York            | 10 762    |
| 11       | Providence         | Rhode Island          | 10 071    |
| 12       | Richmond           | Virginia              | 9 735     |
| 13       | Norfolk            | Virginia              | 9 193     |
| 14       | Washington         | Distrito de Columbia  | 8 208     |
| 15       | Newark             | Nueva Jersey          | 8 008     |
| 16       | Newport            | Rhode Island          | 7 907     |
| 17       | Newburyport        | Massachusetts         | 7 634     |
| 18       | Alexandria         | Distrito de Columbia  | 7 227     |
| 19       | Portland           | Massachusetts         | 7 169     |
| 20       | Portsmouth         | Nueva Hampshire       | 6 934     |

1. ↑  Actualmente pertenece al estado de Virginia.
2. ↑  Actualmente pertenece al estado de Maine.